# Capela Raimondi
A Capela Raimondi é uma capela que localiza-se dentro da Igreja de São Pedro em Montorio, em Roma. A capela abriga os túmulos de dois membros da família Raimondi, Francesco e Raimondo. Foi desenhada pelo artista italiano Gian Lorenzo Bernini, tendo sido uma das primeiras obras onde o artista relacionou a escultura com a arquitetura, formando um todo. Foi confeccionada entre 1638 e 1648 por Bernini juntamente com outros artistas, como Andrea Bolgi, que fez os bustos dos dois irmãos Raimondi e os putti acompanhantes, Niccolò Sale, responsável pelos relevos das tumbas, e Francesco Baratta, que produziu o relevo do altar central.